# Río Guáitara
El Guáitara, o Guáytara, es un río sudamericano pertinente a la vertiente del Pacífico, que en territorio ecuatoriano es denominado Carchi. En un tramo de 45 kilómetros aproximadamente, delimita la línea de frontera entre Colombia y Ecuador, hasta el puente internacional de Rumichaca; de ahí en adelante, ya en suelo colombiano, toma el nombre de Guáitara.
En su trayecto, al socavar la montaña formó el puente natural de Rumichaca que comunica a Ecuador y Colombia; formando desde este sitio un profundo cañón que en territorio colombiano aloja el santuario de Las Lajas, construido sobre la oquedad del cañón.
Antaño se lo conocía como río Pastarán. Se cree que podría tratarse del río Ancasmayo, que demarcaba el límite más septentrional del Imperio Incaico, aunque esa opinión es debatida.

## Geografía
El río Guáitara nace en el volcán Chiles, en el nudo de los Pastos al sur de Colombia, recorre aproximadamente 45 kilómetros de territorio ecuatoriano, provincia del Carchi en dirección este, marca la frontera colombo-ecuatoriana, y luego discurre de sur a norte por el departamento de Nariño, entre las cordilleras andinas Central y Occidental hasta desembocar en el río Patía.

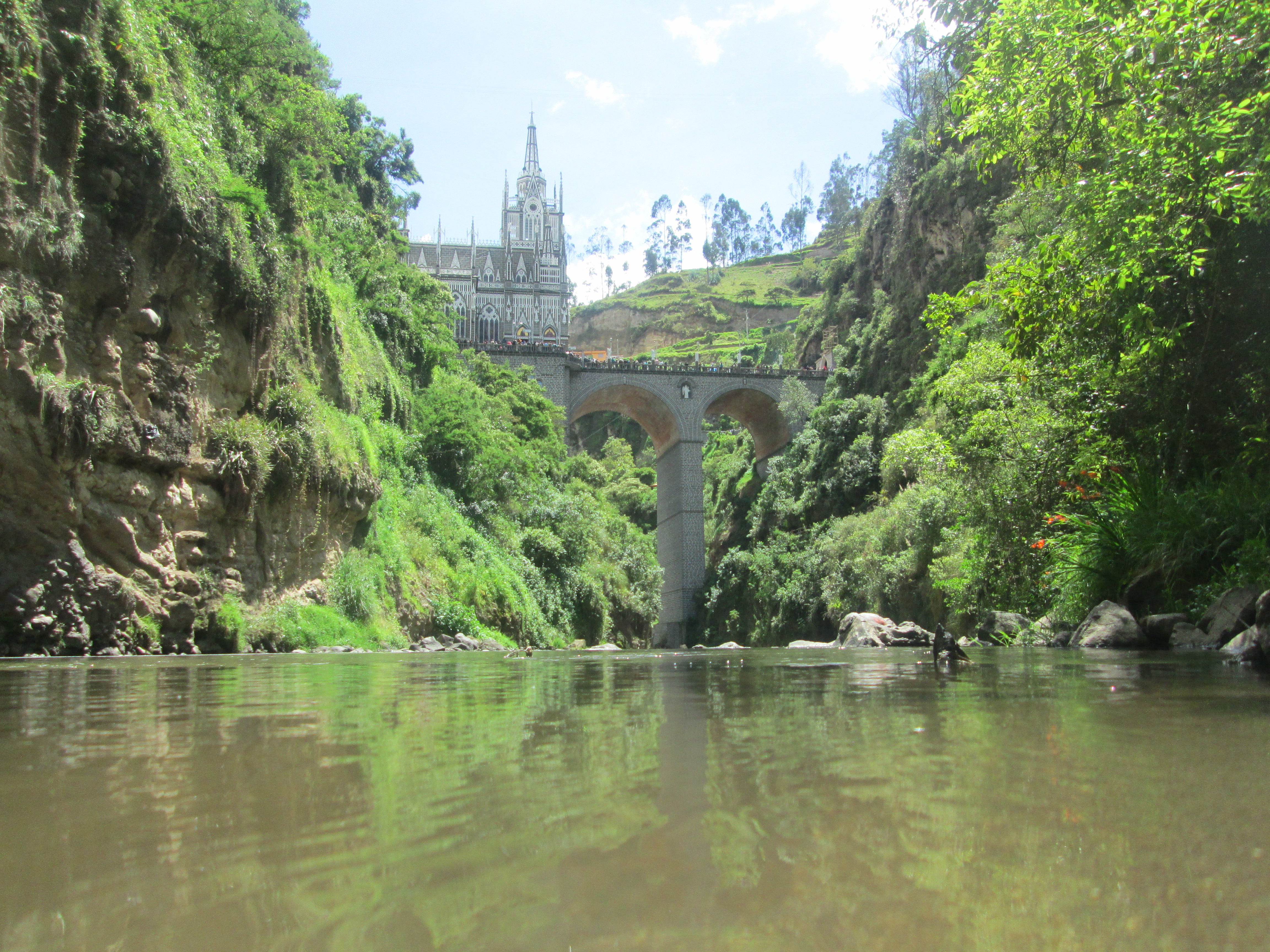
Santuario de Las Lajas en el cañón del río Guáitara

En Colombia su cuenca representa el 11 % de la extensión del departamento de Nariño y comprende 32 municipios nariñenses: Aldana, Ancuya, Consacá, Contadero, Córdoba, Cuaspud, Cumbal, El Tambo, El Peñol, Funes, Santacruz, Guachucal, Guaitarilla, Gualmatán, Iles, Imués, Ipiales, La Florida, La Llanada, Linares, Ospina, Potosí, Providencia, Puerres, Pupiales, Samaniego, Sandoná, Sapuyes, Los Andes, Tangua, Túquerres y Yacuanquer.
Con un recorrido de 45 kilómetros, desde el Carchi en Ecuador hasta el río Patía en Colombia, recorre gran parte del territorio nariñense  y al llegar al municipio de Ancuya lo  recorre de Sur a Norte,  sirviendo de limite con los municipios de Sandoná y Consaca.

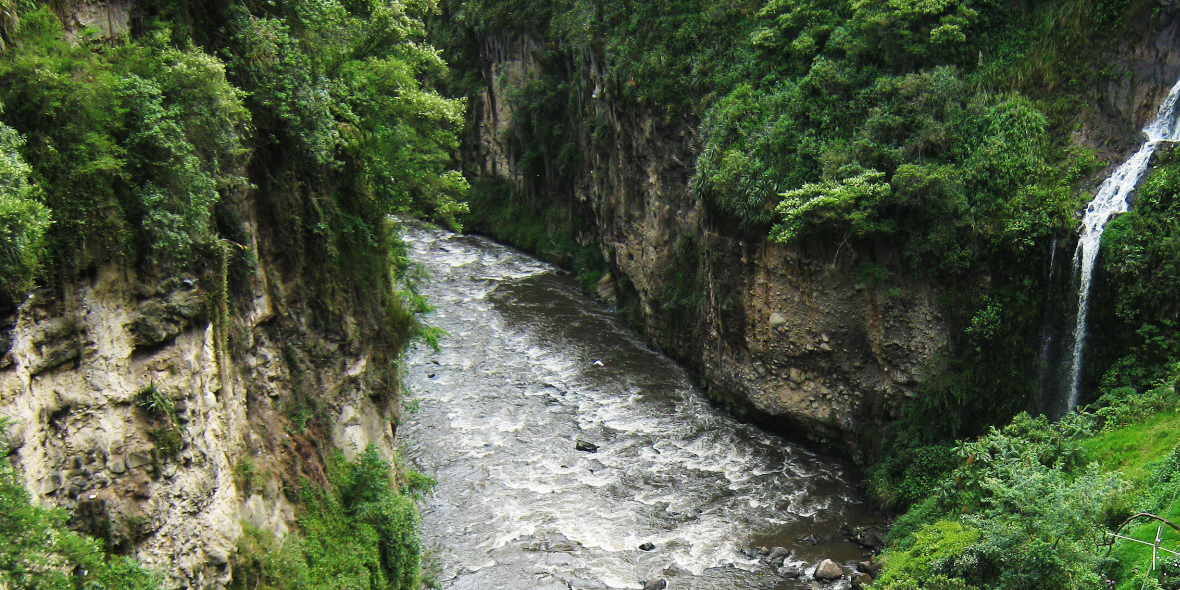
Río Guáitara

## Hidrografía
Sus principales afluentes son:  Quebrada El Salto,  Quebrada Las Ánimas,  Quebrada Negra, Quebrada el Limonal,  el río Papayal,  Quebrada Chiguan, Quebrada Honda, Quebrada los Berros, Quebrada el Ingenio, Quebrada Santa Rosa, Quebrada el Moquillo,  Quebrada el Muerto, Quebrada la Chamba y Quebrada Cleca.